# Scott Cross (cầu thủ bóng đá)
Scott Cross (sinh ngày 30 tháng 10 năm 1987) là một cầu thủ bóng đá người Anh. Anh là một tiền đạo thi đấu cho Daventry Town. Anh xuất hiện trong 5 trận đấu cho Northampton Town F.C. nhưng bị giải phóng ngày 20 tháng 3 năm 2007. Trong thời gian ở Cobblers, anh được cho mượn đến với Bedford Town và Kettering Town.
Scott ký hợp đồng với Kettering Town vào tháng 10 năm 2013 tuy nhiên trở lại Daventry Town sau chỉ 1 lần ra sân.
1. ↑  Scott Cross player profile, Daventry town FC, Pitchero